# 통일국민당 (대한민국)
통일국민당(統一國民黨)은 1992년 현대그룹 정주영 회장이 창당했던 정당이다.

## 역사
통일국민당(統一國民黨)은 현대그룹 명예회장 정주영이 제14대 대선 출마를 선언함에 따라 1992년 1월에 통일국민당 창당준비위원회가 구성되었고, 그해 2월 김동길이 창당을 추진하던 새한당(새한黨)과 이건영이 창당하여 총재 겸 안보위원장 지내던 국민당(國民黨, 국민당이라는 이 당은 1990년 3월에 박구일이 창당하여 총재 겸 사무총장 지내던 통일신민당(統一新民黨)을 1991년 6월에 통폐합한 정당)을 모두 흡수하여 정식으로 창당되었다.
1992년 3월에 실시된 제14대 총선에서 지역구 24명, 전국구 7명으로 31명의 당선자를 내었으며 김영삼과의 충돌 끝에 민주자유당을 탈당한 박철언과 김복동, 유수호 등이 입당하였다. 정주영은 이를 바탕으로 제14대 대선에 출마하였으나 16.3%의 득표율을 기록하며 김영삼, 김대중에 이어 3위에 그쳤다.
정주영의 대선 낙선 후 현대그룹 계열사들이 세무조사를 받고 선거법 위반, 특정경제범죄가중처벌법위반 등의 혐의로 정주영에 대한 수사가 진행되자 정주영은 1993년 2월에 의원직을 사퇴하고 통일국민당을 탈당하였다.
이후 1994년에 박찬종의 신정치개혁당과 합당을 의결하고 신민당을 창당하며 통일국민당은 해산하였다.

## 역대 지도부
| 대수   | 역대 대표 | 직함         | 임기                              |
| ------ | --------- | ------------ | --------------------------------- |
| 1      | 정주영    | 총재         | 1992년 2월 8일 ~ 1993년 2월 10일  |
| (임시) | 박영록    | 대표권한대행 | 1993년 2월 11일 ~ 1993년 2월 19일 |
| 2      | 김동길    | 대표         | 1993년 2월 20일 ~ 1994년 2월 24일 |

## 역대 선거 결과

### 대통령 선거
| 연도   | 선거   | 후보자 | 득표        | 득표율          | 결과 | 당락 |
| ------ | ------ | ------ | ----------- | --------------- | ---- | ---- |
| 1992년 | 14대   | 정주영 | 3,880,067표 | \| \| 16.31% \| | 3위  | 낙선 |
|        | 16.31% |        |             |                 |      |      |

### 국회의원 선거
|  | 10.13% |

|  | 17.4% |

|  | 10.37% |

## 역대 전당대회

### 통일국민당 창당대회
1992년 2월 8일에 통일국민당 전당대회는 정주영 현대그룹 명예회장을 총재로, 김동길과 김광일 등을 최고위원으로 선출하고, 정몽준을 대변인으로 선출했다.

## 같이 보기
- 초원복집 사건